# Петровский район (Карелия)
Петровский район — административно-территориальная единица в составе Карельской АССР и Карело-Финской ССР, существовавшая в 1927—1957 годах. Центром района было село Спасская Губа.
Петровский район был образован в 1927 году в составе Карельской АССР. В состав района вошли из Петрозаводского уезда Петровская волость полностью и деревня Карташи Кондопожской волости; их Паданского уезда — Поросозерская волость без Вовдозерского с/с.
В 1930 году из Медвежьегорского района в Петровский были переданы Совдозерский и Юстозерский с/с. Район стал включать 13 с/с: Вохтозерский, Гомсельгский, Клюшиногорский, Койкарский, Кончезерский, Линдозерский, Лубосалмский, Мунозерский, Поросозерский, Пялозерский, Святнаволоцкий, Совдозерский и Юстозерский.
По данным переписи 1939 года в Петровском районе проживало 12 652 чел., в том числе 67,4 % — карелы, 28,8 % — русские, 1,2 % — украинцы.
С 15 августа 1952 по 23 апреля 1953 года район входил в состав Петрозаводского округа.
В июле 1957 года Петровский район был упразднён, при этом Поросозерский, Совдозерский, Клюшиногорский, Лубосальмский, Гимольский и Суккозерский с/с были переданы в Суоярвский район, а Кончезерский, Мунозерский, Вохтозерский, Линдозерский, Юркостровский и Эльмусский с/с и рабочий посёлок Гирвас — в Кондопожский район.